# Плиса (Крупський район)
Плиса (біл. вёска Пліса) — село в складі Крупського району Мінської області, Білорусь. Село підпорядковане Бобрській сільській раді, розташоване в східній частині області.